# Festival international du film de Toronto 2005
Le Festival international du film de Toronto 2005, 30e édition du festival, s'est déroulé du 8 au 17 septembre 2005.

## Prix
| Prix,                                 | Film                                             | Réalisateur                        |
| ------------------------------------- | ------------------------------------------------ | ---------------------------------- |
| People's Choice Award                 | Tsotsi                                           | Gavin Hood                         |
| Discovery Award                       | Look Both Ways                                   | Sarah Watt                         |
| Best Canadian First Feature Film      | Familia The Life and Hard Times of Guy Terrifico | Louise Archambault Michael Mabbott |
| Best Canadian Feature Film            | C.R.A.Z.Y.                                       | Jean-Marc Vallée                   |
| Best Canadian Short Film              | Big Girl                                         | Renuka Jeyapalan                   |
| FIPRESCI International Critics' Award | Sa-kwa                                           | Kang Yi-kwan                       |

## Programmes

### Canada First
- The Cabin Movie, Dylan Akio Smith
- Les États Nordiques, Denis Côté
- Eve & the Fire Horse, Julia Kwan
- Familia, Louise Archambault
- Fetching Cody, David Ray
- The Life and Hard Times of Guy Terrifico, Michael Mabbott
- Saints-Martyrs-des-Damnés, Robin Aubert
- A Simple Curve, Aubrey Nealon
- Six Figures, David Christensen
- These Girls, John Hazlett

### Canadian Open Vault
- Entre la mer et l'eau douce, Michel Brault

### Rétrospective canadienne
Projection d'œuvres de Don Owen :
- Cowboy and Indian
- The Ernie Game
- Gallery: A View of Time
- High Steel
- Ladies and Gentlemen, Mr. Leonard Cohen
- Monique Leyrac in Concert
- Nobody Waved Goodbye
- Notes for a Film About Donna & Gail
- Partners
- Richler of St. Urbain Street
- Runner
- Snow in Venice
- Toronto Jazz
- Turnabout
- Jet Lag
- You Don't Back Down

### Contemporary World Cinema
- 06/05: The Sixth of May, Theo van Gogh
- Adam's Apples, Anders Thomas Jensen
- All Souls, Ger Beukenkamp, Peter de Baan, Mijke de Jong, Constant Dullaart, Rita Horst, David Lammers, Tim Oliehoek, Rob Schröder, Hanro Smitsman, Norbert ter Hall, Eddy Terstall, Maarten Treurniet, Meral Uslu, Marco van Geffen, Michiel van Jaarsveld, Nicole van Kilsdonk, Mariecke van der Linden, Gerrard Verhage
- American Gun, Aric Avelino
- Amu, Shonali Bose
- Angel Rodriguez, Jim McKay
- Backstage, Emmanuelle Bercot
- Battle in Heaven, Carlos Reygadas
- Border Café, Kambuzia Partovi
- Brooklyn Lobster, Kevin Jordan
- C.R.A.Z.Y., Jean-Marc Vallée
- Citizen Dog, Wisit Sasanatieng
- Dear Wendy, Thomas Vinterberg
- The Death of Mr. Lazarescu, Cristi Puiu
- Douches froides, Antony Cordier
- Dreaming of Space, Alexey Uchitel
- Eleven Men Out, Róbert I. Douglas
- The Fatalist, João Botelho
- The French Guy, Ann Marie Fleming
- Gentille, Sophie Fillières
- Gilane, Rakhshan Bani-Etemad, Mohsen Abdolvahab
- The Grönholm Method, Marcelo Piñeyro
- Horloge biologique, Ricardo Trogi
- I'm the Angel of Death - Pusher III, Nicolas Winding Refn
- Iron Island, Mohammad Rasoulof
- The Last Hangman, Adrian Shergold
- Linda Linda Linda, Nobuhiro Yamashita
- Lucid, Sean Garrity
- Mario's War, Antonio Capuano
- Marock, Laïla Marrakchi
- Mother of Mine, Klaus Härö
- La Neuvaine, Bernard Émond
- October 17, 1961, Alain Tasma
- One Last Thing..., Alex Steyermark
- Opa!, Udayan Prasad
- Paradise Now, Hany Abu-Assad
- The Passion of Joshua the Jew, Pasquale Scimeca
- Perpetual Motion, Ning Ying
- The President's Last Bang, Im Sang-soo
- Pusher, Nicolas Winding Refn
- River Queen (en), Vincent Ward
- Riviera, Anne Villacèque
- Runaway, Tim McCann
- Shadowboxer, Lee Daniels
- Shanghai Dreams, Wang Xiaoshuai
- Shooting Dogs, Michael Caton-Jones
- Something Like Happiness, Bohdan Sláma
- Sud Express, Chema de la Peña, Gabriel Velázquez
- Summer in Berlin, Andreas Dresen
- Sunflower, Zhang Yang
- Le Temps qui reste, François Ozon
- Transamerica, Duncan Tucker
- À travers la forêt, Jean-Paul Civeyrac
- Tsotsi, Gavin Hood
- 12 and Holding, Michael Cuesta
- Carmen de Khayelitsha (U-Carmen e-Khayelitsha), Mark Dornford-May
- Va, vis et deviens, Radu Mihaileanu
- La Vie avec mon père, Sébastien Rose
- Viva Cuba, Juan Carlos Cremata Malberti
- Whole New Thing, Amnon Buchbinder
- The Willow Tree, Majid Majidi
- Pusher II (film)|With Blood on My Hands - Pusher II, Nicolas Winding Refn

### Dialogues: Talking With Pictures
- Ghosts… of the Civil Dead, John Hillcoat
- Liza with a 'Z', Bob Fosse
- Midnight Movies: From the Margin to the Mainstream, Stuart Samuels
- My Dad Is 100 Years Old, Guy Maddin
- Rome, Open City, Roberto Rossellini
- Stranded In Canton, William Eggleston, Robert Gordon
- The Wild, Wild Rose, Wong Tin Lam
- William Eggleston in the Real World, Michael Almereyda

### Découverte
- 7 Virgins, Alberto Rodríguez
- Bam Bam and Celeste, Lorene Machado
- Bénarès, Barlen Pyamootoo
- Conversations on a Sunday Afternoon, Khalo Matabane
- Dam Street, Li Yu
- Day Break, Hamid Rahmanian
- Do U Cry 4 Me Argentina?, Bae Youn-suk
- Dreaming Lhasa, Ritu Sarin, Tenzing Sonam
- Festival, Annie Griffin
- Kinetta, Yorgos Lanthimos
- Little Athens, Tom Zuber
- Look Both Ways, Sarah Watt
- The Masseur, Brillante Mendoza
- Pavee Lackeen, Perry Ogden
- A Perfect Day, Joana Hadjithomas, Khalil Joreige
- Sa-kwa, Kang Yi-Kwan
- Shark in the Head, Maria Procházková
- The Shore, Dionysius Zervos
- Sisters, Julia Solomonoff
- Someone Else's Happiness, Fien Troch
- Sorry, Haters, Jeff Stanzler
- Stoned, Stephen Woolley
- Time Off, Francisca Schweitzer, Pablo Solís
- The War Within, Joseph Castelo
- You Bet Your Life, Antonin Svoboda

### Masters
- Breakfast on Pluto de Neil Jordan
- Le Secret de Brokeback Mountain (Brokeback Mountain) d'Ang Lee
- Bubble de Steven Soderbergh
- Caché de Michael Haneke
- L'Enfant des Frères Dardenne
- Free Zone d'Amos Gitaï
- Iberia de Carlos Saura
- Manderlay de Lars von Trier
- Kalpurush (en) de Buddhadev Dasgupta
- Memory for Max, Claire, Ida and Company d'Allan King
- No Direction Home de Martin Scorsese
- Obaba de Montxo Armendáriz
- Le Soleil d'Alexandre Sokourov
- Takeshis' de Takeshi Kitano
- Three Times de Hou Hsiao-hsien
- Tideland de Terry Gilliam

### Mavericks
- Mavericks: Albert Maysles
- Mavericks: Ivan Reitman
- Mavericks: Laurie Anderson
- Mavericks: Nick Park

### Midnight Madness
Midnight Madness
- Banlieue 13 de Pierre Morel
- Evil Aliens de Jake West
- The Great Yokai War (Yōkai daisensō) de Takashi Miike
- Hostel d'Eli Roth
- Isolation de Billy O'Brien
- Metal: A Headbanger's Journey de Sam Dunn, Scot McFadyen (en) et Jessica Joy Wise
- Nyócker ! d'Áron Gauder
- Sarah Silverman: Jesus Is Magic (en) de Liam Lynch (en)
- SPL : Sha po lang de Wilson Yip
- Tawan young wan yoo (en) de Pornchai Hongrattanaporn

### Real To Reel
- 3 Friends, Mingmongkol Sonakul, Aditya Assarat, Pumin Chinaradee
- 51 Birch Street, Doug Block
- a/k/a Tommy Chong, Josh Gilbert
- All About Darfur, Taghreed Elsanhouri
- Ballets Russes, Dan Geller, Dayna Goldfine
- Black Bull, Pedro González-Rubio, Carlos Armella
- Black Sun, Gary Tarn
- China Blue, Micha Peled
- A Conversation with Basquiat, Tamra Davis
- The Devil and Daniel Johnston, Jeff Feuerzeig
- Diameter of the Bomb, Steven Silver, Andrew Quigley
- The Giant Buddhas, Christian Frei
- The Heart of the Game, Ward Serrill
- Le Grand Silence, Philip Gröning
- John & Jane, Ashim Ahluwalia
- Leonard Cohen: I'm Your Man, Lian Lunson
- Overcoming, Tómas Gislason
- Pick Up the Mic (en), Alex Hinton
- Sisters in Law, Kim Longinotto, Florence Ayisi
- The Smell of Paradise, Mariusz Pilis, Marcin Mamon
- Souvenir of Canada, Robin Neinstein
- Twelve Disciples of Nelson Mandela, Thomas Allen Harris
- We Feed the World, Erwin Wagenhofer
- The Well, Kristian Petri
- Why We Fight, Eugene Jarecki
- Workingman's Death, Michael Glawogger
- Zizek!, Astra Taylor

### Short Cuts Canada
- Une Âme nue glisse à l'eau vive, Denis Chabot
- The Argument (A 'Burnt Toast' Opera), Larry Weinstein
- At the Quinte Hotel, Bruce Alcock
- Benediction, Tess Girard
- Berlin, Sarah Galea-Davis
- Big Girl, Renuka Jeyapalan
- Une Chapelle Blanche, Simon Lavoie
- Claude., Stéphane Lafleur, Louis-David Morasse
- cNote, Chris Hinton
- Day of John, Christopher R. Nash
- Dumb Angel, Deco Dawson
- The First Day of My Life, David Uloth
- A Half Man, Firas Momani
- Hide, Byron Lamarque
- Hiro, Matthew Swanson
- Lake, Ryan Redford
- Leo, David Hyde
- Letters From R, Ross Turnbull
- Liberté conditionnelle, Constant Mentzas
- A Little Death - Cut Keith Cole, Michael Caines, Keith Cole
- Mixed Signals, Richard Martin
- My Uncle Navy and Other Inherited Disorders, Adam Swica
- Noise, Greg Spottiswood
- One Balloon, Aram Hekinian, Aruna Naimji
- Patterns, Jamie Travis
- Phone Call From Imaginary Girlfriend: Ankara, Don McKellar
- Phone Call From Imaginary Girlfriend: Istanbul, Don McKellar
- The Racist Brick, Adam Brodie, Dave Derewlany
- Room 710, Ann Marie Fleming
- Le Rouge Au Sol, Maxime Giroux
- Shoulders on a Map, Jason Britski
- Still Life, Jon Knautz
- Tell Me, Shandi Mitchell
- There's a Flower in My Pedal, Andrea Dorfman
- Troll Concerto, Alexandre Franchi
- The True Story of Sawney Beane, Elizabeth Hobbs
- Unlocked, Sook-Yin Lee
- Unwritten..., Kaare Andrews
- Vancouver, Jesse McKeown
- Waiting, Jamie M. Dagg
- The Waldo Cumberbund Story, Simon Ennis
- what's up with the kids?, Simon Davidson
- The Wrong Number, Adam Brodie, Dave Derewlany
- Yesterday in Rwanda, Davina Pardo

### Présentations spéciales
- 3 Needles (en) de Thom Fitzgerald (en)
- Âge difficile obscur (Thumbsucker) de Mike Mills
- Les Amants réguliers de Philippe Garrel
- April Snow (Oechul) de Hur Jin-ho
- Art Project: Ghosts of Woodrow de Graeme Patterson
- Bad Times (Harsh Times) de David Ayer
- Beowulf, la légende viking (Beowulf and Grendel) de Sturla Gunnarsson (en)
- Les Berkman se séparent (The Squid and the Whale) de Noah Baumbach
- Burt Munro (The World's Fastest Indian) de Roger Donaldson
- Chassé-croisé à Manhattan (Trust the Man) de Bart Freundlich
- Crime City (A Little Trip to Heaven) de Baltasar Kormákur
- Dave Chappelle's Block Party de Michel Gondry
- Les Enfants invisibles (All the Invisible Children) de Mehdi Charef, Emir Kusturica, Spike Lee, Kátia Lund, Jordan et Ridley Scott, Stefano Veneruso (it) et John Woo
- Entre ses mains d'Anne Fontaine
- Esquisses de Frank Gehry (Sketches of Frank Gehry) de Sydney Pollack
- Être sans destin (Sorstalanság) de Lajos Koltai
- Everlasting Regret (Changhen ge) de Stanley Kwan
- Imagine Me and You d'Ol Parker
- Kiss Kiss Bang Bang de Shane Black
- Lady Vengeance (Chinjeolhan geumjassi) de Park Chan-wook
- Little Fish de Rowan Woods
- La Maison de sable (Casa de Areia) d'Andrucha Waddington
- The Mistress of Spices de Paul Mayeda Berges (en)
- Les Mots retrouvés (Bee Season) de Scott McGehee et David Siegel (en)
- Nanouk l'Esquimau (Nanook of the North) de Robert Flaherty
- Neverwas de Joshua Michael Stern
- Les Noces funèbres (Corpse Bride) de Tim Burton et Mike Johnson (en)
- The Notorious Bettie Page de Mary Harron
- Oliver Twist de Roman Polanski
- Romance and Cigarettes de John Turturro
- Seven Swords (Qi jian) de Tsui Hark
- Shopgirl d'Anand Tucker
- Slow Burn (en) de Wayne Beach
- Thank You for Smoking de Jason Reitman
- Tournage dans un jardin anglais (Tristram Shandy: A Cock and Bull Story) de Michael Winterbottom
- Tout est illuminé (Everything is Illuminated) de Liev Schreiber
- Truman Capote de Bennett Miller
- Vers le sud (Heading South) de Laurent Cantet
- Wah-Wah de Richard E. Grant
- Winter Passing d'Adam Rapp
- Zozo de Josef Fares

### Viacom Galas
- L'Affaire Josey Aimes (North Country) de Niki Caro
- Dreamer (Dreamer: Inspired by a True Story) de John Gatins
- Edison de David J. Burke (en)
- L'Enfer de Danis Tanović
- A History of Violence de David Cronenberg
- In Her Shoes de Curtis Hanson
- Madame Henderson présente (Mrs. Henderson Presents) de Stephen Frears
- La Massaï blanche (Die weisse Massai) de Hermine Huntgeburth
- The Matador de Richard Shepard
- Mrs. Harris (en) de Phyllis Nagy
- The Myth de Stanley Tong
- Orgueil et Préjugés (Pride and Prejudice) de Joe Wright
- Proof de John Madden
- Rencontres à Elizabethtown (Elizabethtown) de Cameron Crowe
- Revolver de Guy Ritchie
- Trois enterrements (The Three Burials of Melquiades Estrada) de Tommy Lee Jones
- La Vérité nue (Where the Truth Lies) d'Atom Egoyan
- Walk the Line de James Mangold
- Wallace et Gromit : Le Mystère du lapin-garou (The Curse of the Were-Rabbit) de Steve Box et Nick Park
- Water de Deepa Mehta

### Visions
- 50 façons de dire fabuleux (50 Ways of Saying Fabulous) de Stewart Main
- L'Annulaire de Diane Bertrand
- Waiting (Attente) de Rashid Masharawi
- Be with Me d'Eric Khoo
- Bed Stories de Kirill Serebrennikov
- Brothers of the Head de Keith Fulton et Louis Pepe
- Un couple parfait de Nobuhiro Suwa
- Delicate Crime de Beto Brant
- Drawing Restraint 9 de Matthew Barney
- Duelist de Lee Myung-se
- Fallen de Fred Kelemen
- The Forsaken Land de Vimukthi Jayasundara
- Frankie de Fabienne Berthaud
- Gabrielle de Patrice Chéreau
- I Am de Dorota Kędzierzawska
- Lie with Me de Clement Virgo
- Mary d'Abel Ferrara
- Monobloc de Luis Ortega
- L'Accordeur de tremblements de terre (The Piano Tuner of Earthquakes) de Timothy Quay et Stephen Quay
- The Porcelain Doll de Péter Gárdos
- The Proposition de John Hillcoat
- The Quiet de Jamie Babbit
- Les Saignantes de Jean-Pierre Bekolo
- La Trahison de Philippe Faucon
- Twilight de Victoria Gamburg
- Wassup Rockers de Larry Clark
- The Wayward Cloud de Tsai Ming-liang

### Wavelengths
- (Re)collection, Arshia Haq
- Aerial, Margaret Tait
- Album, Matthias Müller
- Black Belt Test Exposure, Lynn Marie Kirby
- Close Quarters, Jim Jennings
- Douro, Faina Fluvial, Manoel de Oliveira
- Essex Street Market, Ernie Gehr
- Fugitive L(i)ght, Izabella Pruska-Oldenhof
- Greene Street, Ernie Gehr
- Half-Moon for Margaret, Ute Aurand
- India, Ute Aurand
- Instructions for a Light and Sound Machine, Peter Tscherkassky
- Lapse Lose All, Kathryn MacKay, Alexi Manis
- Mouse Heaven, Kenneth Anger
- Noon Time Activities, Ernie Gehr
- not a matter of if but when, The Speculative Archive
- Pyramid Lake Piaute Reservation Exposure, Lynn Marie Kirby
- Ruby Skin, Eve Heller
- Shape Shift, Scott Stark
- site specific LAS VEGAS 05, Olivo Barbieri
- site specific ROMA 04, Olivo Barbieri
- SSHTOORRTY, Michael Snow
- Wavelength, Michael Snow
- Workers Leaving the Factory (After Lumière), Ernie Gehr